# Église Saint-Joseph (Hô Chi Minh-Ville)
L'église Saint-Joseph (en vietnamien:  Nhà thờ Thánh Giuse) est une église paroissiale catholique, dépendant de l'archidiocèse d'Hô Chi Minh-Ville située dans le district de Go Vap à Hô Chi Minh-Ville (nom officiel de Saïgon depuis 1976) au sud du Viêt Nam. 

## Présentation
Elle est placée sous le vocable de saint Joseph. Elle fait partie du patrimoine protégé.
Elle a été construite du temps de l'Indochine française en 1921-1924 en style romano-byzantin, s'inspirant lointainement de la cathédrale de Ravenne. On remarque au-dessus du portail d'entrée une statue de saint Denis. L'intérieur est décoré de nombreux vitraux de saintes, comme sainte Anne, Marie-Madeleine, sainte Véronique, Jeanne d'Arc, sainte Germaine, etc.
L'église mesure 40 mètres de long , 14 mètres de large, 16 mètres de haut, 20 mètres au dôme, 30 mètres au clocher (en 1952, on l'a réduite à 19,5 mètres pour des raisons de sécurité aérienne). 
L'intérieur est richement décoré de mosaïques.
Le fond de l'abside, derrière le maître-autel, est décoré d'une grande mosaïque représentant la Crucifixion.

## Illustrations

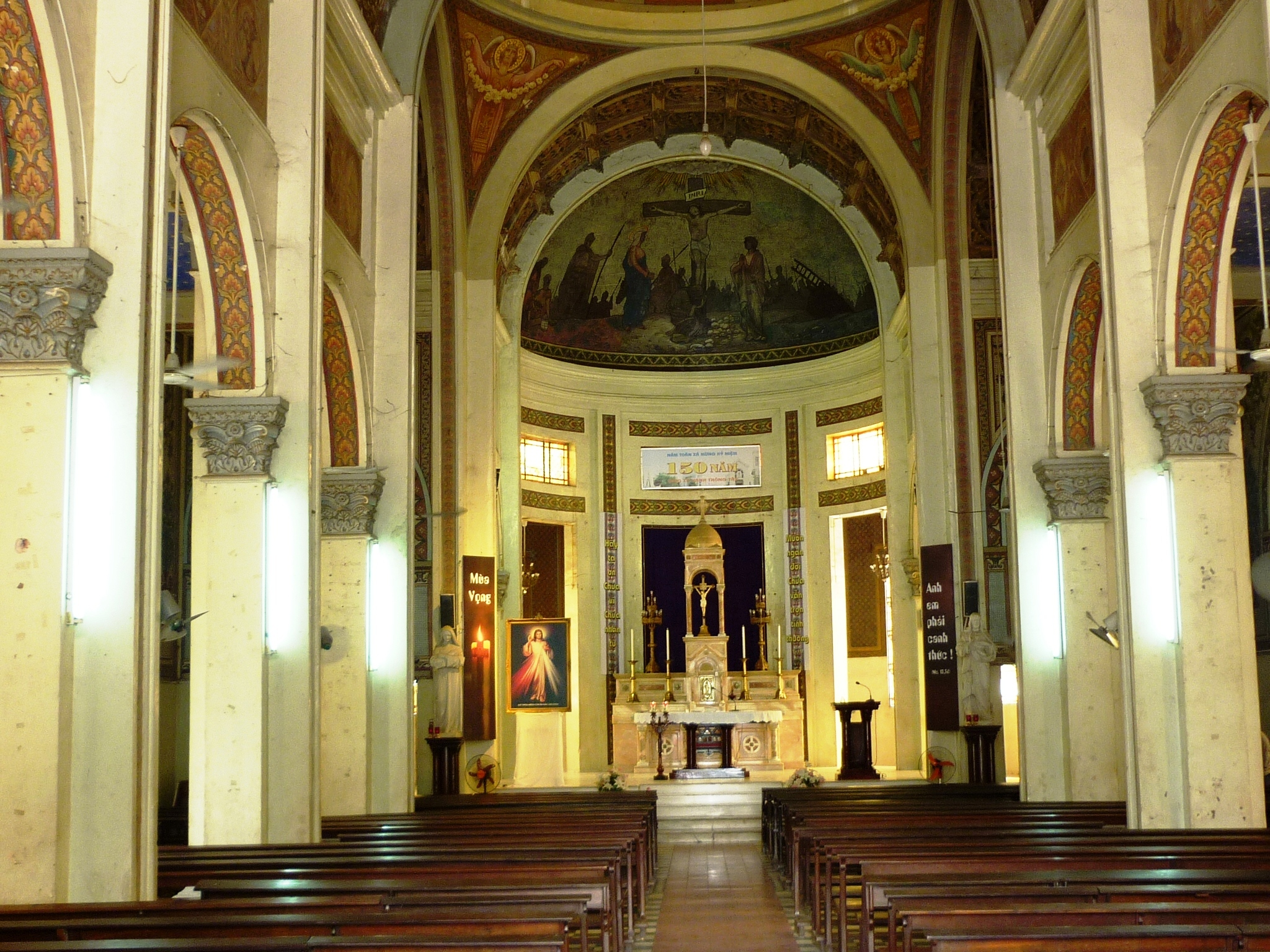
Intérieur de l'église
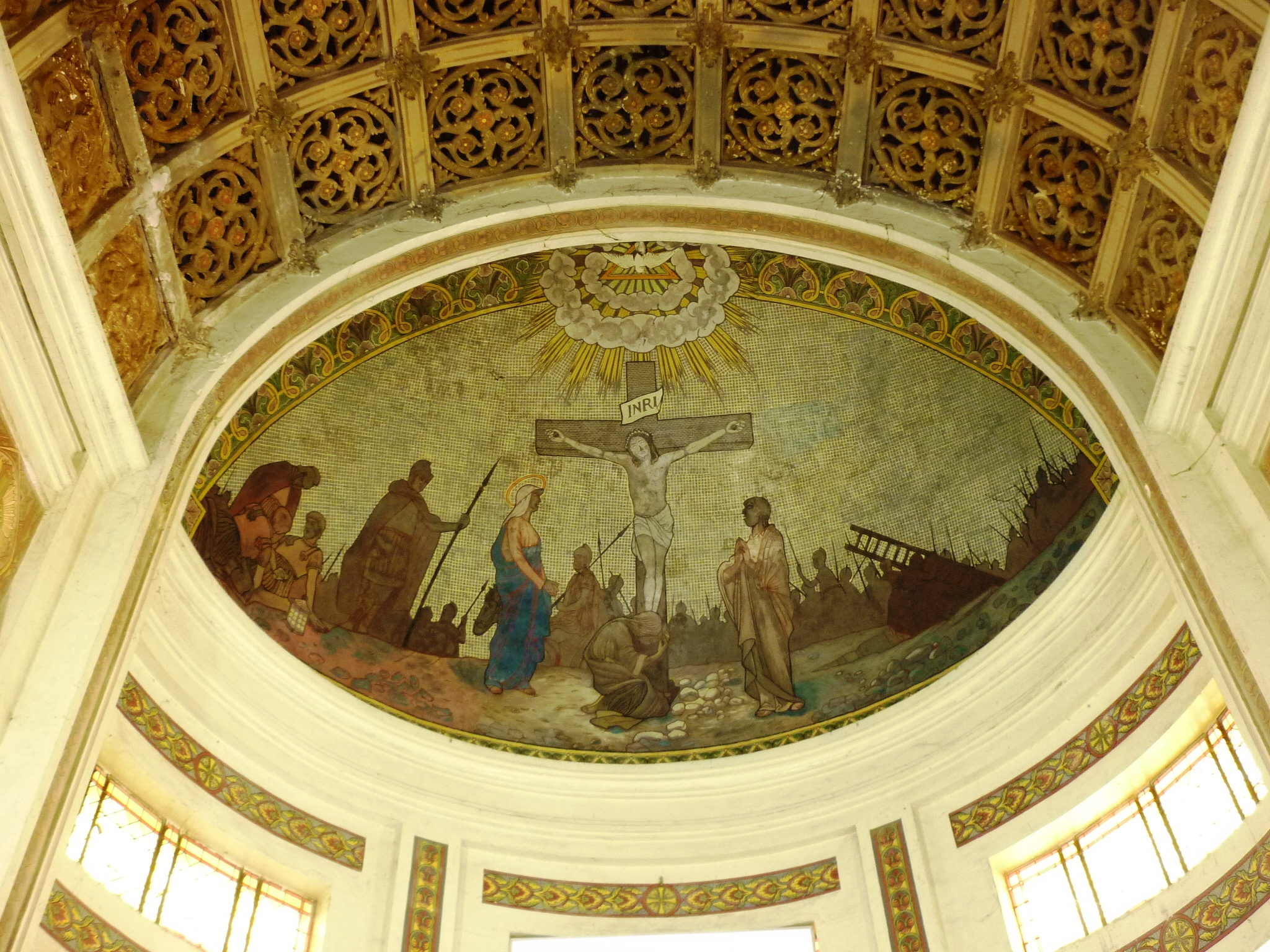
Fresque de l'abside
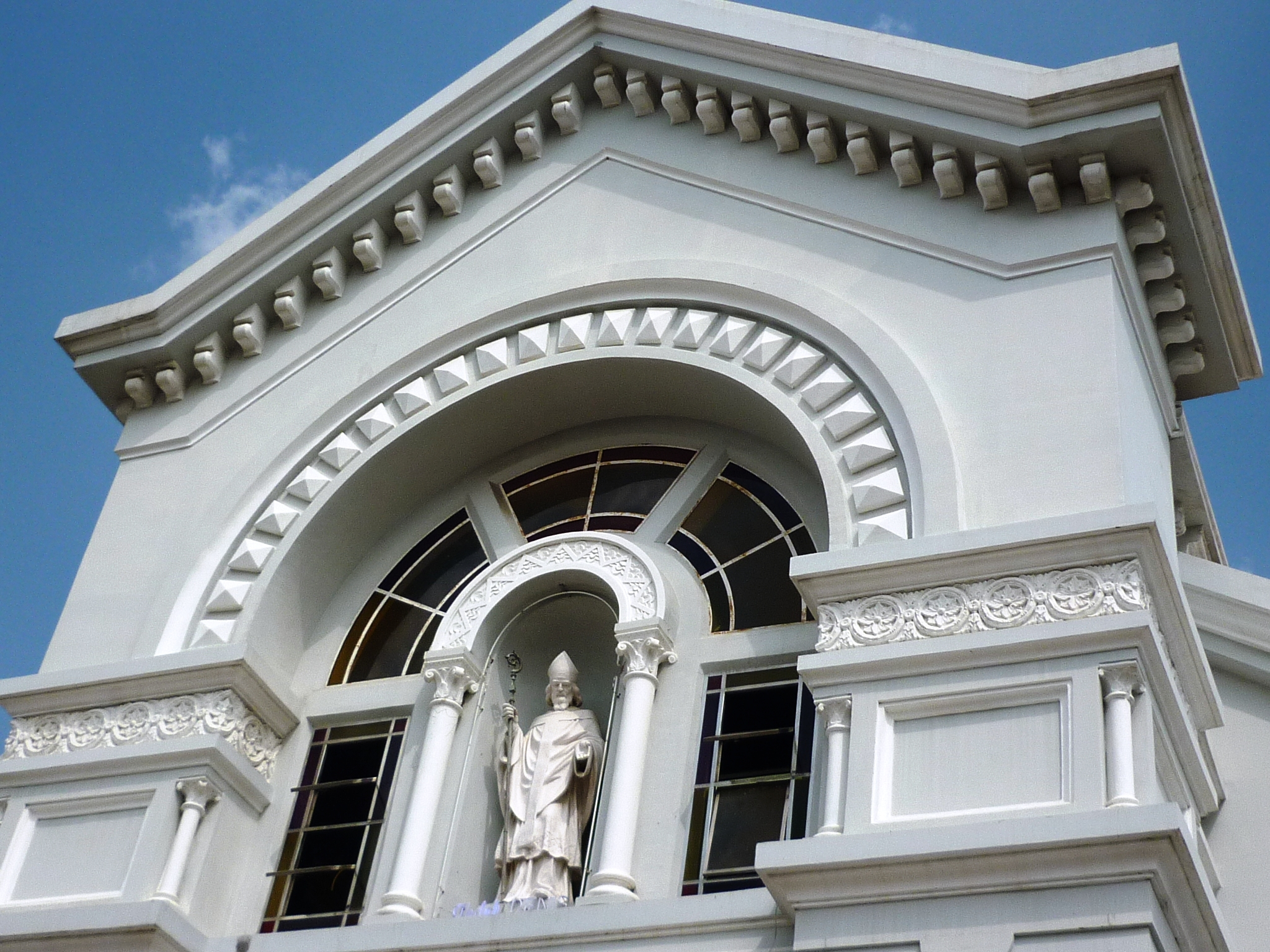
Statue de saint Denis au-dessus du portail